# نوردوم سیهامونی
نوردوم سیهامونی (នរោត្តម សីហមុនី؛ زاده ۱۴ مهٔ ۱۹۵۳) پادشاه کنونی کامبوج است که این سمت را از ۲۰۰۴ تاکنون عهده‌دار است.